# Antun Blažić
Antun Blažić (Globočec, 28. svibnja 1916. – Maruševec, rujan 1943.), hrvatski komunist, sudionik Narodnooslobodilačke borbe i narodni heroj Jugoslavije.

## Životopis
Blažić je rođen 28. svibnja 1916. u Globočcu kod Ludbrega u hrvatsko-židovskoj obitelji. Prije Drugog svjetskog rata radio je kao zemljoradnik. Kao ljevičar, za vrijeme Kraljevine Jugoslavije, pripadao je "Udruženoj opoziciji". Nešto prije rata postao je simpatizer Saveza komunista Jugoslavije, a od veljače 1941. godine i njihov član.
Nakon okupacije Kraljevine Jugoslavije, bio je jedan od organizatora ustanka u ludbreškom kraju i na Kalniku. Kada je u ljeto 1941. godine formirana prva partizanska grupa u ludbreškom kraju, Blažić je postao njen borac. Istakao se u napadu na posadu domobrana u Velikom Trojstvu, kada je Blažićeva grupa likvidirala stražara i razoružala posadu. Sudjelovao je i u akciji protiv ustaša u Martijancu, a 1942. godine sudjeluje u uništavanju Francetićeve Crne legije. U jesen iste godine s dva je suborca napao žandarmerijsku stanicu.
Bio je pomoćnik političkog komesara u svome odredu, a 1943. godine postao je član Okružnog komiteta Saveza komunista Hrvatske u Varaždinu. Sredinom 1943. godine, kao član OK SKH za Varaždin, formirao je udarne jedinice u Kuzmincu, Hrženici, Segovini i Velikom Bukovcu. Nešto kasnije, s grupom suboraca je prešao Dravu, te u Međimurju napao žandarmerijsku stanicu. Zatim se vratio u Zagorje i u kotaru Varaždin se uključio u organizaciju partizanskih grupa. Bio je vijećnik Zemaljskog antifašističkog vijeća narodnog oslobođenja Hrvatske (ZAVNOH).
U rujnu 1943. godine, Blažića su napale ustaše u selu Maruševcu. Ranjen, nakon što je potrošio streljivo, Blažić se ubio se posljednjim metkom da ne bi živ pao u ruke neprijatelju.
Odlukom Prezidijuma Narodne skupštine Federativne Narodne Republike Jugoslavije, 5. svibnja 1951. godine, proglašen je za narodnog heroja Jugoslavije.